# Todd Oldham
Jacky Todd Oldham (Corpus Christi, 22 ottobre 1961) è uno stilista e progettista statunitense.

## Biografia
Todd Oldham nasce a Corpus Christi, Texas, nel 1961. Ha due sorelle e un fratello.
Pur non avendo compiuto studi di moda, Todd fabbricò il suo primo vestito a 15 anni.
Nel 1981, a soli vent'anni, organizza la sua prima sfilata e nel 1988 si trasferisce a New York per intraprendere professionalmente la carriera di stilista, producendo la sua prima linea di abbigliamento.
Nel 1989 produce la sua prima linea di abbigliamento femminile.

## Carriera
La svolta arriva solo nel 1991, quando vince il Council of Fashion Designers of America, lanciando definitivamente la sua carriera, diventando uno dei designer più popolari del decennio, noto per i tessuti e le fantasie vivaci e spensierate.
Per un breve periodo, nel 1994, lavora come consulente creativo per la casa di moda tedesca Escada.
Nei primi anni 2000, abbandona il mondo della moda e si dedica all'interior design e al bricolage.

## Vita privata
È dichiaratamente gay.